# Saison 2012-2013 du Liverpool FC
Dernière mise à jour : 19 mai 2013.
Chronologie
Saison précédente Saison suivante
La saison 2012-2013 du Liverpool FC est la 21e saison du club en Premier League. En compétition pour le Championnat d'Angleterre, la Coupe d'Angleterre, la Coupe de la Ligue anglaise et la Ligue Europa et tentera de gagner son premier championnat depuis plus de vingt ans.

## Équipe première

### Effectif
| N°                 | Nat                       | Nom                        | Date de naissance (Âge) | Depuis          | Matchs          | Buts            | En provenance de    |
| Gardiens de but    | Gardiens de but           | Gardiens de but            | Gardiens de but         | Gardiens de but | Gardiens de but | Gardiens de but | Gardiens de but     |
| ------------------ | ------------------------- | -------------------------- | ----------------------- | --------------- | --------------- | --------------- | ------------------- |
| 1                  | Drapeau de l'Australie    | Brad Jones                 | 19 mars 1982            | 2010            | 19              | 0               | Middlesbrough       |
| 25                 | Drapeau de l'Espagne      | Pepe Reina                 | 31 août 1982            | 2005            | 394             | 0               | Villarreal          |
| 42                 | Drapeau de la Hongrie     | Péter Gulácsi              | 6 mai 1990              | 2008            | 0               | 0               | MTK                 |
| Défenseurs         |                           |                            |                         |                 |                 |                 |                     |
| 2                  | Drapeau de l'Angleterre   | Glen Johnson               | 23 août 1984            | 2009            | 142             | 8               | Portsmouth          |
| 3                  | Drapeau de l'Espagne      | José Enrique               | 23 janvier 1986         | 2011            | 78              | 2               | Newcastle United    |
| 5                  | Drapeau du Danemark       | Daniel Agger               | 12 décembre 1984        | 2006            | 209             | 12              | Brøndby             |
| 16                 | Drapeau de l'Uruguay      | Sebastián Coates           | 7 octobre 1990          | 2011            | 24              | 2               | Nacional            |
| 23                 | Drapeau de l'Angleterre   | Jamie Carragher            | 28 janvier 1978         | 1996            | 737             | 4               | Centre de formation |
| 34                 | Drapeau de l'Angleterre   | Martin Kelly               | 27 avril 1990           | 2008            | 54              | 1               | Centre de formation |
| 37                 | Drapeau de la Slovaquie   | Martin Škrtel              | 15 décembre 1984        | 2008            | 206             | 9               | Zénith              |
| 38                 | Drapeau de l'Angleterre   | Jon Flanagan               | 1er janvier 1993        | 2010            | 17              | 0               | Centre de formation |
| 47                 | Drapeau de l'Angleterre   | Andre Wisdom               | 9 mai 1993              | 2010            | 19              | 1               | Centre de formation |
| Milieux de terrain |                           |                            |                         |                 |                 |                 |                     |
| 8                  | Drapeau de l'Angleterre   | Steven Gerrard (capitaine) | 30 mai 1980             | 1998            | 630             | 159             | Centre de formation |
| 10                 | Drapeau du Brésil         | Philippe Coutinho          | 12 juin 1992            | 2013            | 13              | 3               | Inter Milan         |
| 11                 | Drapeau du Maroc          | Oussama Assaidi            | 15 août 1988            | 2012            | 12              | 0               | Heerenveen          |
| 14                 | Drapeau de l'Angleterre   | Jordan Henderson           | 17 juin 1990            | 2011            | 92              | 8               | Sunderland          |
| 19                 | Drapeau de l'Angleterre   | Stewart Downing            | 22 juillet 1984         | 2011            | 91              | 7               | Aston Villa         |
| 21                 | Drapeau du Brésil         | Lucas Leiva                | 9 janvier 1987          | 2007            | 214             | 6               | Grêmio              |
| 24                 | Drapeau du pays de Galles | Joe Allen                  | 14 mars 1990            | 2012            | 37              | 2               | Swansea City        |
| 30                 | Drapeau de l'Espagne      | Suso                       | 19 novembre 1993        | 2012            | 20              | 0               | Centre de formation |
| 31                 | Drapeau de l'Angleterre   | Raheem Sterling            | 8 décembre 1994         | 2012            | 39              | 2               | Centre de formation |
| 33                 | Drapeau de l'Angleterre   | Jonjo Shelvey              | 27 février 1992         | 2010            | 69              | 7               | Charlton Athletic   |
| 35                 | Drapeau de l'Angleterre   | Conor Coady                | 25 février 1993         | 2011            | 2               | 0               | Centre de formation |
| 44                 | Drapeau de l'Angleterre   | Jordon Ibe                 | 8 décembre 1995         | 2012            | 1               | 0               | Centre de formation |
| Attaquants         |                           |                            |                         |                 |                 |                 |                     |
| 7                  | Drapeau de l'Uruguay      | Luis Suárez                | 24 janvier 1987         | 2011            | 96              | 51              | Ajax Amsterdam      |
| 15                 | Drapeau de l'Angleterre   | Daniel Sturridge           | 1er septembre 1989      | 2013            | 16              | 11              | Chelsea             |
| 29                 | Drapeau de l'Italie       | Fabio Borini               | 29 mars 1991            | 2012            | 20              | 2               | Roma                |
| 36                 | Drapeau de l'Allemagne    | Samed Yeşil                | 25 mai 1994             | 2012            | 2               | 0               | Bayer Leverkusen    |
| 48                 | Drapeau de l'Angleterre   | Jerome Sinclair            | 20 janvier 1996         | 2012            | 1               | 0               | Centre de formation |
| 50                 | Drapeau de l'Angleterre   | Adam Morgan                | 21 avril 1994           | 2012            | 3               | 0               | Centre de formation |

### Staff managérial
| Emploi                     | Staff           |
| -------------------------- | --------------- |
| Entraîneur                 | Brendan Rodgers |
| Entraîneur adjoint         | Colin Pascoe    |
| Entraîneur de l'équipe pro | Mike Marsh      |
| Entraîneur des gardiens    | John Achterberg |
| Docteur                    | Zaf Iqbal       |
| Recruteur                  | Barry Hunter    |

Source : http://www.liverpoolfc.com

### Tenues
Équipementier : Warrior
Sponsor : Standard Chartered
| Domicile | Extérieur | Autre |

## Transferts

### Mercato d'été

#### Arrivées
| Numéro | Poste | Joueur          | En provenance de | Montant       | Date            | Source |
| ------ | ----- | --------------- | ---------------- | ------------- | --------------- | ------ |
| 29     | ATT   | Fabio Borini    | AS Rome          | £10 millions  | 13 juillet 2012 | [ 2 ]  |
| 24     | MIL   | Joe Allen       | Swansea City     | £15 millions  | 10 août 2012    | [ 3 ]  |
| 11     | MIL   | Oussama Assaidi | Heerenveen       | £2,4 millions | 17 août 2012    | [ 4 ]  |

##### Prêts
| Numéro | Poste | Joueur     | En provenance de | Début        | Fin             | Source |
| ------ | ----- | ---------- | ---------------- | ------------ | --------------- | ------ |
| 4      | MIL   | Nuri Şahin | Real Madrid      | 25 août 2012 | 14 janvier 2013 | [ 5 ]  |

#### Départs
| Numéro | Poste | Joueur           | Destination       | Montant         | Date            | Source |
| ------ | ----- | ---------------- | ----------------- | --------------- | --------------- | ------ |
| 6      | DEF   | Fábio Aurélio    | Grêmio            | Transfert libre | 25 mai 2012     | [ 6 ]  |
| 18     | ATT   | Dirk Kuyt        | Fenerbahçe        | £850,500        | 3 juin 2012     | [ 7 ]  |
| 11     | MIL   | Maxi Rodríguez   | Newell's Old Boys | Transfert libre | 13 juillet 2012 | [ 8 ]  |
| –      | MIL   | Alberto Aquilani | Fiorentina        | £7,6 millions   | 3 août 2012     | [ 9 ]  |
| 39     | ATT   | Craig Bellamy    | Cardiff City      | Transfert libre | 10 août 2012    | [ 10 ] |
| 26     | MIL   | Charlie Adam     | Stoke City        | £4 millions     | 31 août 2012    | [ 11 ] |

##### Prêts
| Numéro | Poste | Joueur       | Destination      | Début        | Fin         | Source |
| ------ | ----- | ------------ | ---------------- | ------------ | ----------- | ------ |
| 9      | ATT   | Andy Carroll | West Ham United  | 30 août 2012 | 31 mai 2013 | [ 12 ] |
| 20     | MIL   | Jay Spearing | Bolton Wanderers | 31 août 2012 | 31 mai 2013 | [ 13 ] |

### Mercato d'hiver

#### Arrivées
| Numéro | Poste | Joueur            | En provenance de | Montant       | Date            | Source |
| ------ | ----- | ----------------- | ---------------- | ------------- | --------------- | ------ |
| 15     | ATT   | Daniel Sturridge  | Chelsea          | £12 millions  | 2 janvier 2013  | [ 14 ] |
| 10     | MIL   | Philippe Coutinho | Inter Milan      | £8,5 millions | 30 janvier 2013 | [ 15 ] |

#### Départs
| Numéro | Poste | Joueur   | Destination     | Montant         | Date            | Source |
| ------ | ----- | -------- | --------------- | --------------- | --------------- | ------ |
| 10     | MIL   | Joe Cole | West Ham United | Transfert libre | 4 janvier 2013  | [ 16 ] |
| 32     | GB    | Doni     | Botafogo        | Transfert libre | 31 janvier 2013 | [ 17 ] |

### Activité globale
| Mercato d'été : £27 400 000 Mercato d'hiver : £20 500 000 Total : £47 900 000 | Mercato d'été : £12 450 000 Mercato d'hiver : £0 Total : £12 450 000 | Mercato d'été : £14 950 000 Mercato d'hiver : £20 500 000 Total : £35 450 000 |

## Compétitions

### Premier League

#### Classement
| Rang | Équipe              | Pts | J  | G  | N  | P  | Bp | Bc | Diff |
| ---- | ------------------- | --- | -- | -- | -- | -- | -- | -- | ---- |
| 1    | Manchester United   | 89  | 38 | 28 | 5  | 5  | 85 | 43 | +42  |
| 2    | Manchester City T S | 78  | 38 | 23 | 9  | 6  | 66 | 34 | +32  |
| 3    | Chelsea             | 75  | 38 | 22 | 9  | 7  | 75 | 39 | +36  |
| 4    | Arsenal             | 73  | 38 | 21 | 10 | 7  | 72 | 37 | +35  |
| 5    | Tottenham Hotspur   | 72  | 38 | 21 | 9  | 8  | 66 | 46 | +20  |
| 6    | Everton             | 63  | 38 | 16 | 15 | 7  | 55 | 40 | +15  |
| 7    | Liverpool           | 61  | 38 | 16 | 13 | 9  | 71 | 43 | +28  |
| 8    | West Bromwich       | 49  | 38 | 14 | 7  | 17 | 53 | 57 | -4   |
| 9    | Swansea City L      | 46  | 38 | 11 | 13 | 14 | 47 | 51 | -4   |
| 10   | West Ham P          | 46  | 38 | 12 | 10 | 16 | 45 | 53 | -8   |
| 11   | Norwich City        | 44  | 38 | 10 | 14 | 14 | 41 | 58 | -17  |
| 12   | Fulham              | 43  | 38 | 11 | 10 | 17 | 50 | 60 | -10  |
| 13   | Stoke City          | 42  | 38 | 9  | 15 | 14 | 34 | 45 | -11  |
| 14   | Southampton P       | 41  | 38 | 9  | 14 | 15 | 49 | 60 | -11  |
| 15   | Aston Villa         | 41  | 38 | 10 | 11 | 17 | 47 | 69 | -22  |
| 16   | Newcastle United    | 41  | 38 | 11 | 8  | 19 | 45 | 68 | -23  |
| 17   | Sunderland          | 39  | 38 | 9  | 12 | 17 | 41 | 54 | -13  |
| 18   | Wigan Athletic C    | 36  | 38 | 9  | 9  | 20 | 47 | 73 | -26  |
| 19   | Reading P           | 28  | 38 | 6  | 10 | 22 | 43 | 73 | -30  |
| 20   | Queens Park Rangers | 25  | 38 | 4  | 13 | 21 | 30 | 60 | -30  |

Qualifications européennes
Ligue des champions 2013-2014
- 1er 2e et 3e : phase de groupes
- 4e : tour de barrages pour non-champions

Ligue Europa 2013-2014
- C : phase de groupes
- 5e : tour de barrages
- L : 3e tour de qualification

Relégation
- 18e, 19e et 20e : relégation en Championship

Abréviations
- T : Tenant du titre
- C : Vainqueur de la FA Cup 2012-2013
- L : Vainqueur de la Coupe de la Ligue 2012-2013
- S : Vainqueur du Community Shield 2012
- P : Promus de Championship

### Ligue Europa

#### Phase de groupes

##### Classement
| Rang | Équipe             | Pts | J | G | N | P | Bp | Bc | Diff |  | Résultats (▼ dom., ► ext.) | Drapeau de l'Angleterre | Drapeau de la Russie | Drapeau de la Suisse | Drapeau de l'Italie |
| ---- | ------------------ | --- | - | - | - | - | -- | -- | ---- |  | -------------------------- | ----------------------- | -------------------- | -------------------- | ------------------- |
| 1    | Liverpool          | 10  | 6 | 3 | 1 | 2 | 11 | 9  | +2   |  | Liverpool                  |                         | 1-0                  | 2-2                  | 2-3                 |
| 2    | Anzhi Makhatchkala | 10  | 6 | 3 | 1 | 2 | 7  | 5  | +2   |  | Anzhi Makhatchkala         | 1-0                     |                      | 2-0                  | 2-0                 |
| 3    | Young Boys         | 10  | 6 | 3 | 1 | 2 | 14 | 13 | +1   |  | Young Boys                 | 3-5                     | 3-1                  |                      | 3-1                 |
| 4    | Udinese            | 4   | 6 | 1 | 1 | 4 | 7  | 12 | -5   |  | Udinese                    | 0-1                     | 1-1                  | 2-3                  |                     |

Source : uefa.com

## Statistiques

### Meilleurs buteurs
Inclut uniquement les matches officiels. La liste est classée par numéro de maillot lorsque le total des buts est égal.
| R  | No. | Pos | Nat | Nom                  | Premier League | Coupe d'Angleterre | Coupe de la Ligue | Ligue Europa | Total |
| -- | --- | --- | --- | -------------------- | -------------- | ------------------ | ----------------- | ------------ | ----- |
| 1  | 7   | ATT |     | Luis Suárez          | 23             | 2                  | 1                 | 4            | 30    |
| 2  | 15  | ATT |     | Daniel Sturridge     | 10             | 1                  | 0                 | 0            | 11    |
| 3  | 8   | MIL |     | Steven Gerrard       | 9              | 0                  | 0                 | 1            | 10    |
| 4  | 14  | MIL |     | Jordan Henderson     | 5              | 0                  | 0                 | 1            | 6     |
| 5  | 19  | MIL |     | Stewart Downing      | 3              | 0                  | 0                 | 2            | 5     |
| 5  | 33  | MIL |     | Jonjo Shelvey        | 1              | 0                  | 0                 | 4            | 5     |
| 7  | 4   | MIL |     | Nuri Şahin           | 1              | 0                  | 2                 | 0            | 3     |
| 7  | 5   | DEF |     | Daniel Agger         | 3              | 0                  | 0                 | 0            | 3     |
| 7  | 10  | MIL |     | Philippe Coutinho    | 3              | 0                  | 0                 | 0            | 3     |
| 10 | 2   | DEF |     | Glen Johnson         | 1              | 0                  | 0                 | 1            | 2     |
| 10 | 3   | DEF |     | José Enrique         | 2              | 0                  | 0                 | 0            | 2     |
| 10 | 10  | MIL |     | Joe Cole             | 1              | 0                  | 0                 | 1            | 2     |
| 10 | 24  | MIL |     | Joe Allen            | 0              | 1                  | 0                 | 1            | 2     |
| 10 | 29  | ATT |     | Fabio Borini         | 1              | 0                  | 0                 | 1            | 2     |
| 10 | 31  | MIL |     | Raheem Sterling      | 2              | 0                  | 0                 | 0            | 2     |
| 10 | 37  | DEF |     | Martin Škrtel        | 2              | 0                  | 0                 | 0            | 2     |
| 17 | 16  | DEF |     | Sebastián Coates     | 0              | 0                  | 0                 | 1            | 1     |
| 17 | 47  | DEF |     | Andre Wisdom         | 0              | 0                  | 0                 | 1            | 1     |
|    |     |     |     | Buts contre son camp | 3              | 0                  | 0                 | 0            | 3     |
|    |     |     |     | TOTAUX               | 71             | 4                  | 3                 | 20           | 98    |

Mise à jour : 19 mai 2013

Source : Rapports de matches officiels

### Meilleurs passeurs
Inclut uniquement les matches officiels. La liste est classée par numéro de maillot lorsque le total des passes décisives est égal.
| R  | No. | Pos | Nat | Nom               | Premier League | Coupe d'Angleterre | Coupe de la Ligue | Ligue Europa | Total |
| -- | --- | --- | --- | ----------------- | -------------- | ------------------ | ----------------- | ------------ | ----- |
| 1  | 8   | MIL |     | Steven Gerrard    | 9              | 0                  | 1                 | 2            | 12    |
| 2  | 19  | MIL |     | Stewart Downing   | 6              | 1                  | 0                 | 2            | 9     |
| 3  | 3   | DEF |     | José Enrique      | 6              | 0                  | 0                 | 1            | 7     |
| 3  | 10  | MIL |     | Philippe Coutinho | 7              | 0                  | 0                 | 0            | 7     |
| 5  | 7   | ATT |     | Luis Suárez       | 5              | 0                  | 0                 | 1            | 6     |
| 5  | 14  | MIL |     | Jordan Henderson  | 4              | 0                  | 0                 | 2            | 6     |
| 7  | 2   | DEF |     | Glen Johnson      | 5              | 0                  | 0                 | 0            | 5     |
| 7  | 31  | MIL |     | Raheem Sterling   | 5              | 0                  | 0                 | 0            | 5     |
| 9  | 15  | ATT |     | Daniel Sturridge  | 4              | 0                  | 0                 | 0            | 4     |
| 10 | 4   | MIL |     | Nuri Şahin        | 2              | 0                  | 0                 | 1            | 3     |
| 11 | 33  | MIL |     | Jonjo Shelvey     | 0              | 1                  | 0                 | 1            | 2     |
| 11 | 47  | MIL |     | Andre Wisdom      | 1              | 0                  | 1                 | 0            | 2     |
| 13 | 5   | DEF |     | Daniel Agger      | 0              | 0                  | 0                 | 1            | 1     |
| 13 | 10  | MIL |     | Joe Cole          | 0              | 0                  | 0                 | 1            | 1     |
| 13 | 11  | MIL |     | Oussama Assaidi   | 0              | 0                  | 1                 | 0            | 1     |
| 13 | 21  | MIL |     | Lucas             | 1              | 0                  | 0                 | 0            | 1     |
| 13 | 23  | DEF |     | Jamie Carragher   | 1              | 0                  | 0                 | 0            | 1     |
| 13 | 29  | ATT |     | Fabio Borini      | 0              | 0                  | 0                 | 1            | 1     |
| 13 | 30  | MIL |     | Suso              | 0              | 0                  | 0                 | 1            | 1     |
| 13 | 34  | DEF |     | Martin Kelly      | 0              | 0                  | 0                 | 1            | 1     |
| 13 | 37  | DEF |     | Martin Škrtel     | 0              | 1                  | 0                 | 0            | 1     |
| 13 | 44  | MIL |     | Jordon Ibe        | 1              | 0                  | 0                 | 0            | 1     |
|    |     |     |     | TOTAUX            | 57             | 2                  | 3                 | 15           | 77    |

Mise à jour : 19 mai 2013

Source : Rapports de matches officiels

### Matches sans encaisser de but
Inclut uniquement les matches officiels. La liste est classée par numéro de maillot lorsque le total des matches sans encaisser de but est égal.
| R | No. | Pos | Nat | Nom        | Premier League | Coupe d'Angleterre | Coupe de la Ligue | Ligue Europa | Total |
| - | --- | --- | --- | ---------- | -------------- | ------------------ | ----------------- | ------------ | ----- |
| 1 | 25  | GB  |     | Pepe Reina | 14             | 0                  | 0                 | 3            | 17    |
| 2 | 1   | GB  |     | Brad Jones | 2              | 0                  | 0                 | 2            | 4     |
|   |     |     |     | TOTAUX     | 16             | 0                  | 0                 | 5            | 21    |

Mise à jour : 19 mai 2013

Source : Rapports de matches officiels

### Discipline
Inclut uniquement les matches officiels. La liste est classée par numéro de maillot lorsque le total des cartons est égal.
| R  | No. | Pos | Nat                       | Nom              | Premier League | Premier League | Coupe d'Angleterre | Coupe d'Angleterre | Coupe de la Ligue | Coupe de la Ligue | Ligue Europa | Ligue Europa | Total  | Total        |
| R  | No. | Pos | Nat                       | Nom              | Averti         | Carton rouge   | Averti             | Carton rouge       | Averti            | Carton rouge      | Averti       | Carton rouge | Averti | Carton rouge |
| 1  | 33  | MIL | Drapeau de l'Angleterre   | Jonjo Shelvey    | 3              | 1              | 0                  | 0                  | 0                 | 0                 | 3            | 0            | 6      | 1            |
| 2  | 5   | DEF | Drapeau du Danemark       | Daniel Agger     | 3              | 1              | 0                  | 0                  | 0                 | 0                 | 1            | 0            | 4      | 1            |
| 3  | 7   | ATT | Drapeau de l'Uruguay      | Luis Suárez      | 10             | 0              | 0                  | 0                  | 0                 | 0                 | 1            | 0            | 11     | 0            |
| 4  | 2   | DEF | Drapeau de l'Angleterre   | Glen Johnson     | 7              | 0              | 0                  | 0                  | 0                 | 0                 | 0            | 0            | 7      | 0            |
| 4  | 21  | MIL | Drapeau du Brésil         | Lucas            | 6              | 0              | 1                  | 0                  | 0                 | 0                 | 0            | 0            | 7      | 0            |
| 6  | 23  | DEF | Drapeau de l'Angleterre   | Jamie Carragher  | 4              | 0              | 0                  | 0                  | 1                 | 0                 | 1            | 0            | 6      | 0            |
| 7  | 8   | MIL | Drapeau de l'Angleterre   | Steven Gerrard   | 5              | 0              | 0                  | 0                  | 0                 | 0                 | 0            | 0            | 5      | 0            |
| 7  | 37  | DEF | Drapeau de la Slovaquie   | Martin Škrtel    | 4              | 0              | 0                  | 0                  | 0                 | 0                 | 1            | 0            | 5      | 0            |
| 9  | 14  | MIL | Drapeau de l'Angleterre   | Jordan Henderson | 3              | 0              | 0                  | 0                  | 0                 | 0                 | 1            | 0            | 4      | 0            |
| 10 | 15  | ATT | Drapeau de l'Angleterre   | Daniel Sturridge | 2              | 0              | 1                  | 0                  | 0                 | 0                 | 0            | 0            | 3      | 0            |
| 10 | 24  | MIL | Drapeau du pays de Galles | Joe Allen        | 2              | 0              | 0                  | 0                  | 0                 | 0                 | 1            | 0            | 3      | 0            |
| 12 | 29  | ATT | Drapeau de l'Italie       | Fabio Borini     | 1              | 0              | 0                  | 0                  | 0                 | 0                 | 1            | 0            | 2      | 0            |
| 12 | 31  | MIL | Drapeau de l'Angleterre   | Raheem Sterling  | 1              | 0              | 1                  | 0                  | 0                 | 0                 | 0            | 0            | 2      | 0            |
| 12 | 38  | DEF | Drapeau de l'Angleterre   | Jon Flanagan     | 0              | 0              | 1                  | 0                  | 0                 | 0                 | 1            | 0            | 2      | 0            |
| 15 | 1   | GB  | Drapeau de l'Australie    | Brad Jones       | 0              | 0              | 0                  | 0                  | 0                 | 0                 | 1            | 0            | 1      | 0            |
| 15 | 3   | DEF | Drapeau de l'Espagne      | José Enrique     | 1              | 0              | 0                  | 0                  | 0                 | 0                 | 0            | 0            | 1      | 0            |
| 15 | 4   | MIL | Drapeau de la Turquie     | Nuri Şahin       | 0              | 0              | 0                  | 0                  | 0                 | 0                 | 1            | 0            | 1      | 0            |
| 15 | 9   | ATT | Drapeau de l'Angleterre   | Andy Carroll     | 1              | 0              | 0                  | 0                  | 0                 | 0                 | 0            | 0            | 1      | 0            |
| 15 | 25  | DEF | Drapeau de l'Espagne      | Pepe Reina       | 1              | 0              | 0                  | 0                  | 0                 | 0                 | 0            | 0            | 1      | 0            |
| 15 | 30  | MIL | Drapeau de l'Espagne      | Suso             | 0              | 0              | 0                  | 0                  | 0                 | 0                 | 1            | 0            | 1      | 0            |
| 15 | 47  | DEF | Drapeau de l'Angleterre   | Andre Wisdom     | 0              | 0              | 1                  | 0                  | 0                 | 0                 | 0            | 0            | 1      | 0            |
|    |     |     |                           | TOTAUX           | 54             | 2              | 4                  | 0                  | 2                 | 0                 | 14           | 0            | 74     | 2            |

Mise à jour : 19 mai 2013

Source : Rapports de matches officiels

### Onze de départ
Inclut uniquement les matches officiels.
| No. | Pos | Nat | Nom       | MD | Notes |
| --- | --- | --- | --------- | -- | ----- |
| 25  | GB  |     | Reina     | 39 |       |
| 2   | DD  |     | Johnson   | 27 |       |
| 37  | DC  |     | Škrtel    | 31 |       |
| 5   | DC  |     | Agger     | 39 |       |
| 3   | DG  |     | Enrique   | 31 |       |
| 24  | MC  |     | Allen     | 29 |       |
| 14  | MC  |     | Henderson | 29 |       |
| 8   | MOC |     | Gerrard   | 42 |       |
| 19  | AiD |     | Downing   | 39 |       |
| 31  | AiG |     | Sterling  | 22 |       |
| 7   | BU  |     | Suárez    | 40 |       |

| Reina Johnson Škrtel Agger Enrique Allen Henderson Gerrard Downing Sterling Suárez |

Mise à jour : 19 mai 2013

### Total
| Matches joués                 | 54 (38 Premier League, 2 Coupe d'Angleterre, 2 Coupe de la Ligue, 12 Ligue Europa)     |
| Matches gagnés                | 25 (16 Premier League, 1 Coupe d'Angleterre, 1 Coupe de la Ligue, 7 Ligue Europa)      |
| Matches nuls                  | 15 (13 Premier League, 2 Ligue Europa)                                                 |
| Matches perdus                | 14 (9 Premier League, 1 Coupe d'Angleterre, 1 Coupe de la Ligue, 3 Ligue Europa)       |
| Buts marqués                  | 98 (71 Premier League, 4 Coupe d'Angleterre, 3 Coupe de la Ligue, 20 Ligue Europa)     |
| Buts concédés                 | 63 (43 Premier League, 4 Coupe d'Angleterre, 3 Coupe de la Ligue, 13 Ligue Europa)     |
| Différence de buts            | +35 (+28 Premier League, +0 Coupe d'Angleterre, +0 Coupe de la Ligue, +7 Ligue Europa) |
| Matches sans encaisser de but | 21 (16 Premier League, 5 Ligue Europa)                                                 |
| Cartons jaunes                | 74 (54 Premier League, 4 Coupe d'Angleterre, 2 Coupe de la Ligue, 14 Ligue Europa)     |
| Cartons rouges                | 2 (2 Premier League)                                                                   |
| Pire discipline               | Jonjo Shelvey (6 - 1 )                                                                 |
| Meilleur résultat             | Victoire 6 – 0 (Extérieur) contre Newcastle United – Premier League – 27 avril 2013    |
| Pire résultat                 | Défaite 0 – 3 (Extérieur) contre West Bromwich Albion – Premier League – 18 août 2012  |
| Meilleur buteur               | Luis Suárez (30 buts)                                                                  |

Mise à jour : 19 mai 2013

Source : Rapports de matches officiels